# Договір Миру та Спорідненості
Договір Миру та Спорідненості (кит. спр. 和親, піньїнь: heqin, акад. хэцинь) — форма договору, яку китайці використовували для укладання миру з "варварськими" народами.
Вперше укладений у 197 до н. е. з хуннським шаньюєм Моде. Суть договору полягала в тому, що китайська принцеса виходила заміж за варварського владику, і імператор щороку відправляв певну кількість «подарунків» родичам-варварам, а варвари зобов'язувалися не набігати на Китай.
Китайці вважали такий договір принизливим для своєї імперії і укладали його лише коли не мали сил, щоб перемогти варварів.